# Konojedští z Pojetic
Konojedští z Pojetic byla vladycká rodina, která přišla pravděpodobné ze Saska. Nejdříve se psala z Pojetic. Albrecht Konojedský z Pojetic držel roku 1545 Konojedy a Valkeřice. Zemřel roku 1558. Poručnicí svých dětí a majetku určil manželku Mandalénu z Vřesovic. Jeho syn se ujal Konojed před rokem 1569 a v roce 1579 je věnoval své manželce Kateřině Konojedské z Penciku. Zemřel roku 1598 a Konojedy odkázal synovi Albrechtovi, jenž je roku 1607 věnoval své manželce Dorotě Konojedské ze Sulevic. Druhou manželkou Albrechta Konojedského z Pojetic byla Marie ze Solhauzu. Albrecht zemřel roku 1620, své statky odkázal dcerám Mandaléně, Ludmile a Anně Eusebii, avšak statky byly všem roku 1622 zkonfiskovány. Dědicům byla slíbena jen skromná náhrada.